# Kenwood (Oklahoma)
Kenwood è un census-designated place (CDP) degli Stati Uniti d'America, situato nello stato dell'Oklahoma, diviso tra la contea di Delaware e la contea di Mayes.